# Ferdinand August Glienke

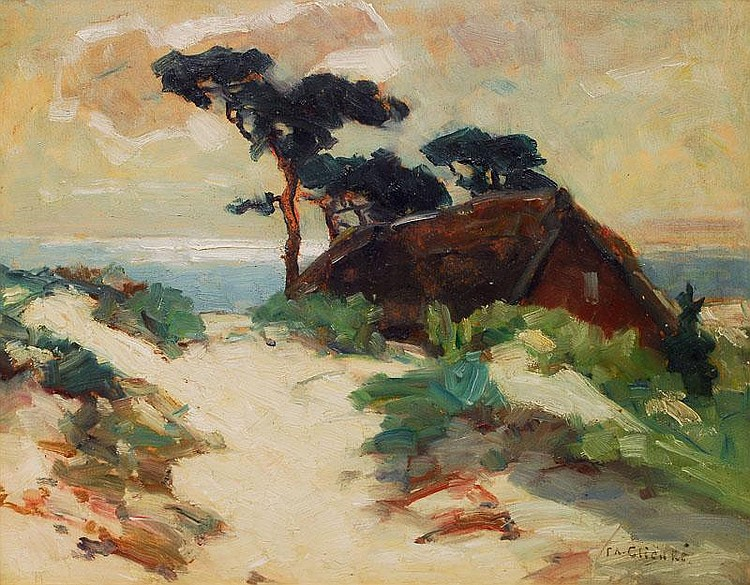
Dünen an der Ostsee

Ferdinand August Glienke (* 7. Mai 1854 in Moritzfelde, Kreis Greifenhagen; † 24. August 1937 in Berlin) war ein deutscher Landschaftsmaler und Aquarellist.
Ferdinand August Glienke studierte an der Königlichen Kunstschule zu Berlin und an der Preußischen Akademie der Künste, vorwiegend bei Hans Frederik Gude. 
Nach dem Studium beschäftigte er sich mit der Landschaftsmalerei. Seit 1893 stellte er seine Werke auf der Großen Berliner Kunstausstellung, sowie in Dresden, Leipzig, München, Hamburg, Venedig und Amsterdam aus.